# Elecciones generales de los Países Bajos de 2012
Las elecciones generales de los Países Bajos de 2012 se celebraron el miércoles 12 de septiembre de 2012 con el objetivo de renovar cada uno de los 150 escaños de la Segunda Cámara de los Estados Generales, la cámara baja de los Estados Generales de ese país.

## Resultados
| Partido                      | Partido                                               | Sufragios | Sufragios | Sufragios | Escaños   | Escaños |
| Partido                      | Partido                                               | Votos     | %         | +/-       | Diputados | +/-     |
| ---------------------------- | ----------------------------------------------------- | --------- | --------- | --------- | --------- | ------- |
|                              | Partido Popular por la Libertad y la Democracia (VVD) | 2.504.948 | 26.6%     | +6.1      | 41        | +10     |
|                              | Partido del Trabajo (PvdA)                            | 2.340.750 | 24,8%     | +5.2      | 38        | +8      |
|                              | Partido por la Libertad (PVV)                         | 950.263   | 10.1%     | -5.3      | 15        | -9      |
|                              | Partido Socialista (SP)                               | 909.853   | 9.7%      | -0.2      | 15        | =       |
|                              | Llamada Democristiana (CDA)                           | 801.620   | 8.5%      | -5.1      | 13        | -8      |
|                              | Demócratas 66 (D66)                                   | 757.091   | 8.0%      | +1.1      | 12        | +2      |
|                              | Unión Cristiana (CU)                                  | 294.586   | 3.1%      | -0.1      | 5         | =       |
|                              | Izquierda Verde (GL)                                  | 219.896   | 2.3%      | -4.4      | 4         | -6      |
|                              | Partido Político Reformado (SGP)                      | 196.780   | 2.1%      | +0.4      | 3         | +1      |
|                              | Partido por los Animales (PvdD)                       | 182.162   | 1.9%      | +0.6      | 2         | =       |
|                              | 50Plus                                                | 177.631   | 1.9%      | +1.9      | 2         | +2      |
|                              | Otros                                                 | 88.655    | 1.0       | -0.2      | 0         |         |
| TOTAL (participación: 74.6%) | TOTAL (participación: 74.6%)                          | 9.424.235 | 100%      |           | 150       |         |